# David Nielsen
David Jean Nielsen (Skagen, 1º dicembre 1976) è un allenatore di calcio ed ex calciatore danese, di ruolo attaccante, tecnico dell'Horsens.

## Carriera

### Giocatore

#### Club
Ha iniziato a giocare a livello giovanile nello Skagen I.K. e, successivamente, nel Frederikshavn.
Nel maggio 1993, a sedici anni, è passato all'Odense.
È stato prestato al Lyngby a gennaio 1996, con cui ha segnato 10 reti in 13 apparizioni. Quando il contratto con l'Odense è scaduto, nell'estate dello stesso anno, si è trasferito in Germania, al Fortuna Düsseldorf. Non ha però avuto successo in questa avventura e, un anno e mezzo dopo, è tornato in patria per giocare con il Copenaghen, in cambio di seicentomila marchi. Ha giocato tre anni e mezzo al Copenaghen, con la vittoria in Coppa di Danimarca nel 1997, diventato il miglior marcatore della squadra nel 1998, 1999 e 2000; inoltre, nel 1999 è stato eletto "Calciatore dell'anno del Copenaghen".
È stato prestato al Grimsby Town, nella First Division, a ottobre 2000. Il club, prima del suo arrivo, ha avuto diversi problemi in attacco. Dopo la scadenza del prestito, a marzo 2001, è passato al Wimbledon, a parametro zero. A dicembre dello stesso anno è stato prestato al Norwich City, squadra con la quale ha segnato 5 reti in altrettante gare. Queste prestazioni hanno spinto l'allora manager, Nigel Worthington, ad acquistarne il cartellino per poco più di 200.000 sterline. Nel maggio 2002, sempre col Norwich City, ha raggiunto la finale dei play-off della First Division. Comunque, non è riuscito a mantenere la media reti del periodo in prestito e ha chiesto di tornare in Danimarca ad agosto 2003.
Ha quindi firmato per l'Aalborg, con cui è tornato a segnare con regolarità.
Nel 2005 ha firmato per i rivali del Midtjylland, che lo hanno acquistato per sostituire l'egiziano Mohamed Zidan. A maggio 2006 è stato lasciato partire dal Midtjylland e ha così potuto firmare per lo Start. In Norvegia ha segnato 7 reti in 21 partite.
Il 20 luglio 2007 ha firmato un contratto triennale con l'Odense. Il 26 febbraio 2008, è stato ceduto in prestito allo Strømsgodset, per il resto dell'anno.
A gennaio 2009 è stato ceduto a titolo definitivo al Brann, nell'operazione che ha portato Njougu Demba Nyren all'Odense. Ha esordito, con la nuova squadra, il 16 marzo, nella sconfitta per tre a uno contro il Sandefjord.
Il 4 febbraio 2011 ha firmato per il Fyllingen.

#### Nazionale
Nielsen ha giocato, tra il 1996 e il 1997, 8 partite per la Danimarca under 21, mettendo a segno 3 reti.

### Allenatore
Nel 2011, è diventato allenatore del Nest-Sotra. Nel campionato 2013, ha guidato la squadra alla promozione in 1. divisjon. Il 9 ottobre 2013, ha comunicato alla società la sua volontà di lasciare il club al termine della stagione. Il 13 novembre successivo, entrò nello staff tecnico di Ronny Deila allo Strømsgodset.
Il 7 giugno 2014, venne nominato temporaneamente nuovo allenatore dello Strømsgodset, a causa del passaggio di Deila al Celtic. Come rivelato da Jostein Flo, dirigente del club, la soluzione sarebbe potuta diventare anche definitiva. Ciò venne confermato il 6 agosto dello stesso anno, quando lo Strømsgodset annunciò che Nielsen aveva firmato un contratto valido per i successivi tre anni e mezzo.
Il 27 maggio 2015 rassegnò le proprie dimissioni da allenatore dello Strømsgodset. Il 17 giugno venne ingaggiato dal Lyngby.

## Palmarès

### Giocatore

#### Club
- Coppa di Danimarca: 1

Copenaghen: 1997

#### Individuale
- Calciatore dell'anno del Copenaghen: 1

1999

### Allenatore

#### Competizioni nazionali
- 2. divisjon: 1

Nest-Sotra: 2013 (gruppo 3)